# Microhyla berdmorei
Espèce
Synonymes
- Engystoma berdmorei Blyth, 1856  "1855"
- Callula natatrix Cope, 1867
- Microhyla malcolmi Cochran, 1927
- Microhyla fowleri Taylor, 1934

Statut de conservation UICN

 LC  : Préoccupation mineure
Microhyla berdmorei est une espèce d'amphibiens de la famille des Microhylidae.

## Répartition

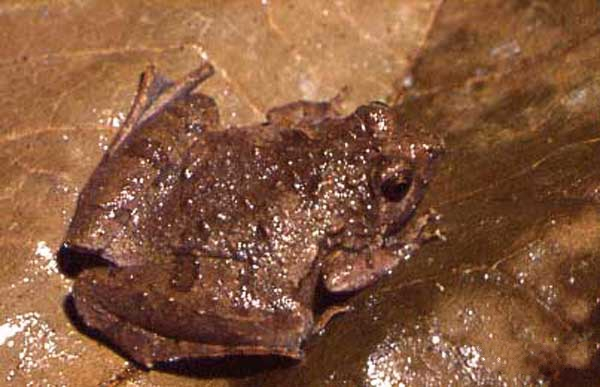

Cette espèce est présente dans le nord-est de l'Inde, au Bangladesh, dans le sud de la Chine (province du Yunnan), en Birmanie, en Thaïlande, au Viêt Nam, au Laos, au Cambodge, en Indonésie, en Malaisie péninsulaire et en Malaisie orientale,.

## Étymologie
Cette espèce est nommée en l'honneur de Thomas Matthew Berdmore (1811–1859).

## Taxinomie
Microhyla fowleri a été relevée de sa synonymie avec cette espèce par Dubois en 1987 dans laquelle elle avait été placée par Bourret en 1942 et par Taylor en 1962 puis de nouveau placée en synonymie par Matsui en 2011.

## Publications originales
- Blyth, 1856 "1855" : Report for October Meeting, 1885. Journal of the Asiatic Society of Bengal, vol. 24, p. 711-723 (texte intégral)..
- Cochran, 1927 : New reptiles and batrachians collected by Dr. Hugh M. Smith in Siam. Proceedings of the Biological Society of Washington, vol. 40, p. 179–192 (texte intégral).
- Cope, 1867 : On the families of the raniform Anura. Journal of the Academy of Natural Sciences of Philadelphia, sér. 2, vol. 6, p. 189-206 (texte intégral).
- Taylor, 1934 : Zoological results of the third De Schauensee Siamese Expedition, Part III. Amphibians and reptiles. Proceedings of the Academy of Natural Sciences of Philadelphia, vol. 86, p. 281-310.